# Julita kloster

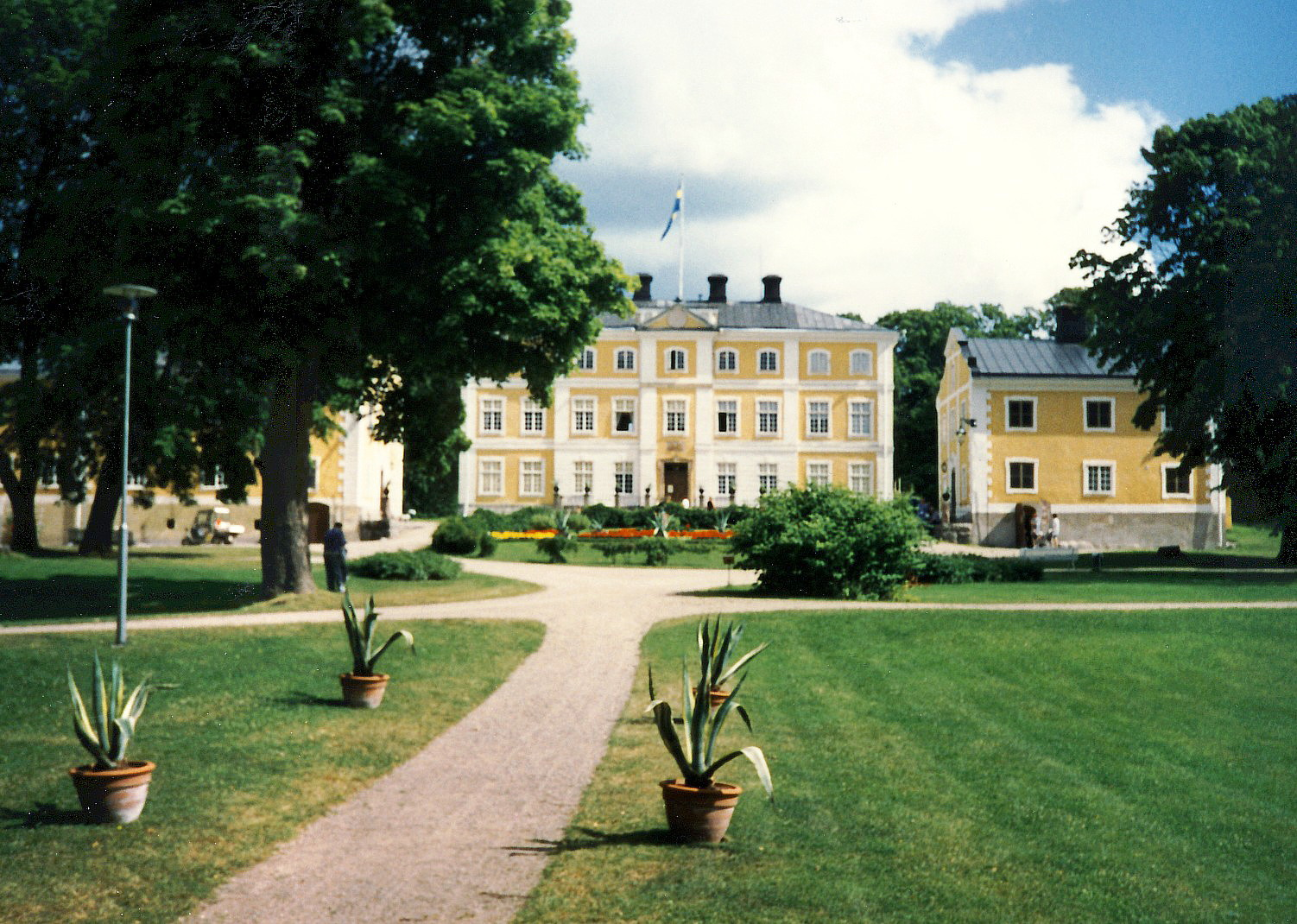
Av klostret återstår endast få lämningar ovan jord. En sådan är källarvåningen i den högra gårdsflygeln vid "stora huset" på Julita gård.

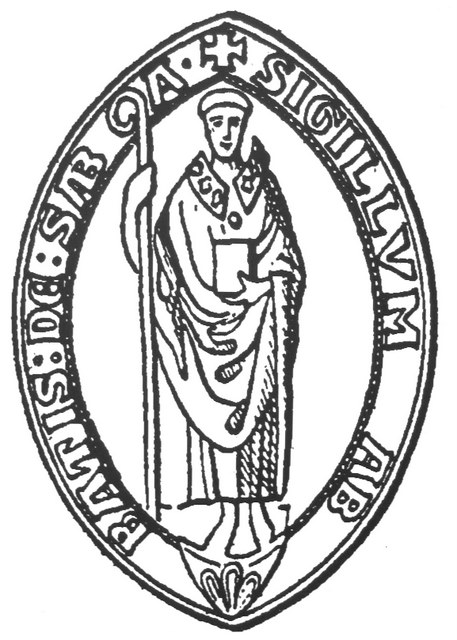
Julita klosters sigill

Julita kloster eller Säby, även kallat klostret Saba vilket var en latinisering av Säby, var ett munkkloster för cisterciensorden, beläget på platsen för nuvarande Julita gård. Det grundades 1160 som Viby kloster i närheten av Sigtuna i Uppland, men flyttades redan 1185 till Julita. Klostret var verksamt fram till 1527. 
Klostret grundlades av munkar från Alvastra kloster. Gården vid Viby nära Sigtuna hade upplåtits av en kvinna vid namn Doter och hennes son Gere. Under Knut Erikssons regering (1167–1195) flyttades klostret till gården Säby vid sjön Öljaren i Julita. Denna gård hade upplåtits av kungen åt munkarna delvis i utbyte mot andra gods. Klostret kallas därefter omväxlande Julita eller Säby. Knut Eriksson ställde sig som det nya klostrets skyddsherre. Han skänkte även jord och andelar i fisket i Älvkarleby till klostret. Kung Erik Knutsson (1210–1216) tog liksom sin far klostret i beskydd. Det gjorde även den påvlige legaten Vilhelm av Sabina 1248. Genom gåvor och testamenten ökade efterhand klostrets egendom. Det ska till slut ha ägt omkring 200 jordegendomar, varav ett 70-tal i Julita socken, de flesta belägna i Södermanland. Bland dess välgörare kan nämnas hertigarna Erik och Valdemar, den heliga Birgittas mor Ingeborg, fru till lagmannen Birger Petersson, åtskilliga medlemmar av ätten Bonde med flera. De rikliga avlatsprivilegier, som tillerkändes klostret av den påvlige legaten Marinus de Fregeno 1461, utgjorde säkerligen också en god inkomstkälla. 
Klostret var även under en tid en vallfartsort och hade hand om Peterspenningen.
De bevarade handlingarna vittnar emellertid om, att klostret vid flera tillfällen haft svårt att skydda sin egendom för övergrepp utifrån. Klosterkyrkan verkar ha brunnit ned, men byggdes upp igen och invigdes åter den 7 mars 1382. I början av sin regering tog Gustav Vasa klostret i beskydd och stadfäste dess privilegier. 1523 deltog Julita med nära 36 mark silver i årets silverhjälp. När Gustav Vasa 1526 återtog Gripsholm, erbjöd han munkarna i kartusianklostret där att flytta till Julita, vars munkar var "ett löst parti och ganska få bröder, som icke äro väl värda att där födas, sådant lefverne som de föra". Mariefredsmunkarna tog dock inte emot detta erbjudande. I mars 1526 ställdes med anledning av missförhållanden inom klostret dess abbot inför rätta i Strängnäs, men han frikändes och togs till nåder igen. I september fick fogden i Rekarne i uppdrag att ta upp kungens sakören från klostrets landbor. Den 2 juli 1527 fick fogden i Nyköping Olof Arvidsson klostret i förläning. De få munkarna hade snart försvunnit, gudstjänsten upphörde, och kungen kunde 1535 skänka bort klostrets mässkläder.

## Galleri

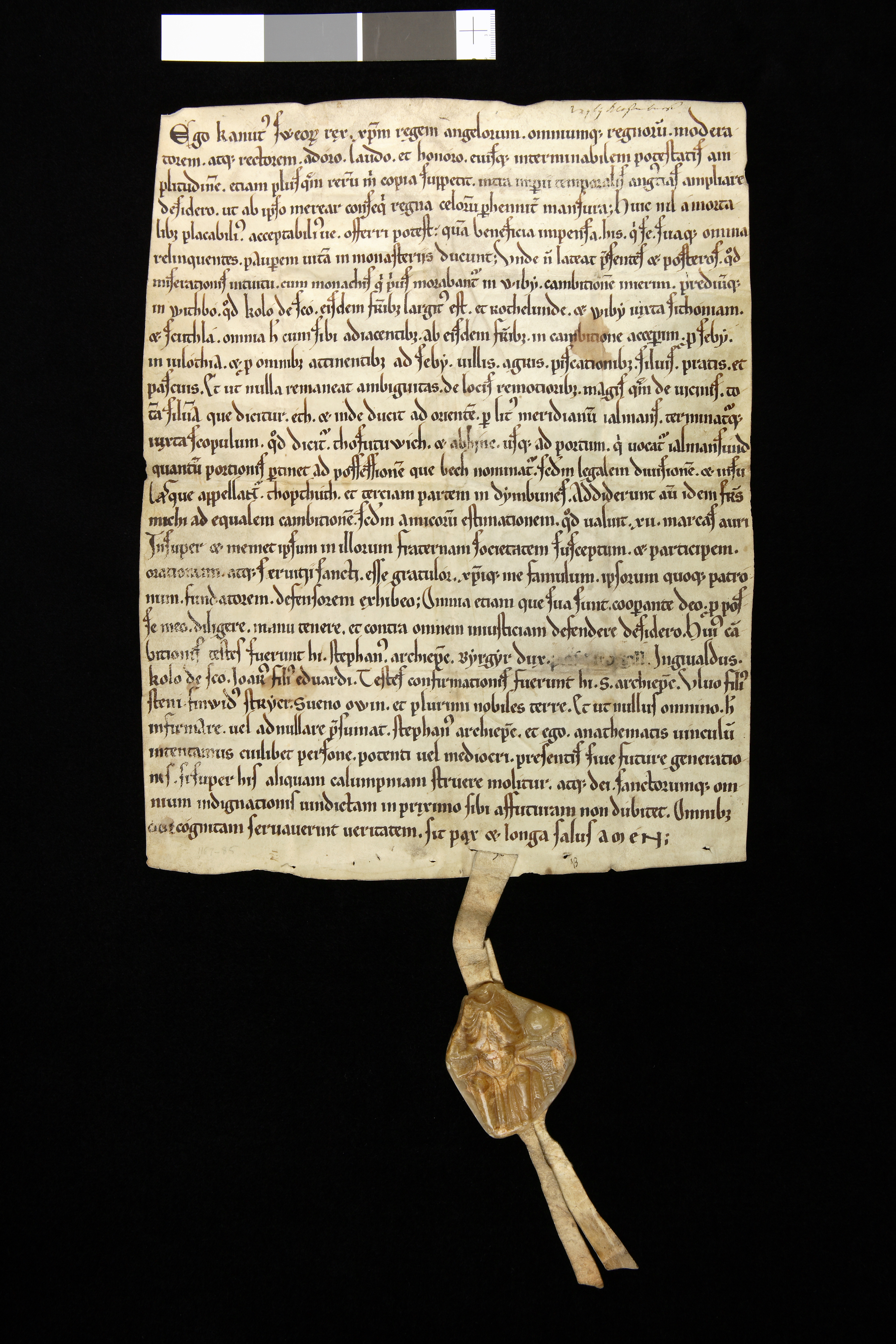
Kung Knuts brev där gården Säby upplåts till de munkar som tidigare bott i Viby